# Plantago crassifolia
Espèce
Plantago crassifolia est une plante herbacée de la famille des Plantaginaceae.

## Liste des variétés
Selon Tropicos (18 octobre 2015) (Attention liste brute contenant possiblement des synonymes) :
- Plantago crassifolia var. crassifolia Forssk.
- Plantago crassifolia var. hirsuta Bequinot